# Plynový vůz

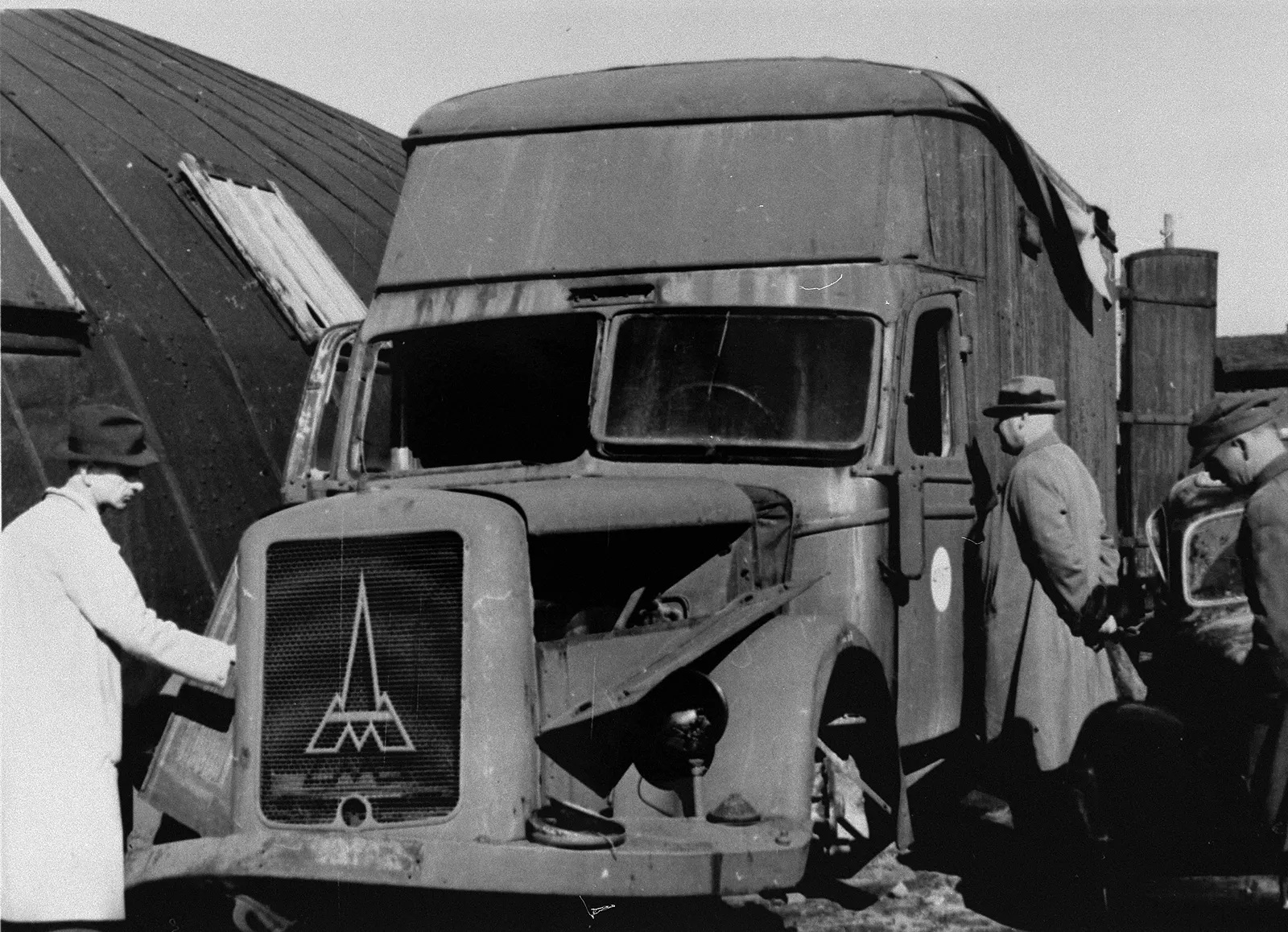
Vůz typu Magirus-Deutz nalezený poblíž vyhlazovacího tábora Chełmno. Tento exemplář neprošel přestavbou na plynový vůz.

Plynový vůz (německy Gaswagen; rusky душегубка [dušegubka]) byl automobil přestavěný na mobilní plynovou komoru.
Vozidlo mělo vzduchotěsné oddělení, kam byly uzavřeny oběti a potrubím sem byly od motoru vedeny výfukové plyny.
Oběti tak byly zabity oxidem uhelnatým.
Plynový vůz byl poprvé vyvinut a použit sovětskou tajnou policií NKVD koncem 30. let během Velké čistky.
Později byl jednou z vyhlazovacích metod používaných nacistickým Německem k zabíjení nežádoucích osob.

## Sovětský svaz
Plynový vůz byl vyvinut v SSSR v roce 1936.
Šéf moskevské sekce NKVD Isaj Berg nechal udusit několik vězňů výfukovými plyny v maskovaném pekárenském voze na cestě do masových hrobů v Butovu, kde pak byla těla pohřbena.
Alexandr Solženicyn ve své práci 200 let pospolu napsal:
I. D. Bergovi bylo nařízeno, aby vykonal rozhodnutí trojky NKVD v Moskevské oblasti. Berg tuto úlohu prováděl velmi dobře. Poháněl lidi na popravy střílením. Ale když v Moskevské oblasti zasedaly tři trojky současně, bylo již odsouzených příliš mnoho. Poté vymysleli jiné řešení: svléci oběti, svázat je, ucpat jim ústa a hodit je do uzavřené dodávky maskované jako pekárenský vůz. Během transportu výfukové plyny pronikly do vozu a než byli zatčení dovezeni k nejvzdálenějšímu příkopu, byli již mrtvi.
Berg popíral, že by byl vynálezcem plynového vozu.

## Nacistické Německo
Během cest do Ruska v roce 1941 se Heinrich Himmler dozvěděl o psychickém stavu zabijáků jednotek Einsatzgruppen, který byl následkem zabíjení žen a dětí. Proto pověřil Arthura Nebeho, aby přišel na jiné způsoby zabíjení, které by byly pro zabijáky méně stresující. Experimenty Nebeho nakonec vedly k vytvoření plynového vozu. Tento prostředek byl použit již v roce 1941, kdy byli zplynováni duševně nemocní pacienti v Soldau, což byl tábor, který se nacházel v bývalém polském koridoru.
Jiný zdroj uvádí, že plynové vozy byly poprvé vyzkoušeny na sovětských zajatcích v Sachsenhausenu.
Jedno z použití nacistického plynového vozu bylo prokázáno v roce 1943 po procesu s pachateli zločinů proti lidskosti spáchaných na území Krasnodaru v SSSR, kde bylo plynem zabito 7 000 lidí.
Vozidlo mělo vzduchotěsné oddělení, do kterého byly potrubím vedeny výfukové plyny, zatímco běžel motor. Oběti tak byly otráveny a udušeny v důsledku vystavení oxidu uhelnatému.
Obvykle zemřely, zatímco je plynový vůz převážel k čerstvě vykopané jámě nebo rokli pro hromadné pohřbívání.
Plynové vozy byly používány ve vyhlazovacím táboře Chełmno do té doby, než byly vynalezeny plynové komory, které byly výkonnější metodou pro zabíjení takového množství lidí.
Jednotky Einsatzgruppen na východní frontě používaly dva typy plynových vozů: menší Opel-Blitz a větší Saurerwagen.
V Bělehradu byl plynový vůz znám jako „dušegupka“ a v okupovaných částech SSSR jako „душегубка“.
Používání těchto plynových vozů mělo pro popravčí dvě nevýhody:
1. Bylo pomalé – některé oběti umíraly až 20 minut.
2. Nebylo tiché – řidiči slyšeli výkřiky obětí, které je rozptylovaly a rozrušovaly.

Do června roku 1942 dodal hlavní výrobce plynových vozů, Gaubschat Fahrzeugwerke GmbH, pro Einsatzgruppen 20 plynových vozidel ve dvou provedeních (pro 30–50 a 70–100 osob). Objednáno jich však bylo 30. Ani jeden plynový vůz se do konce války nedochoval.
Existence plynových vozů vyšla najevo roku 1943 během procesu s nacistickými kolaboranty, kteří se účastnili zplynování 6 700 obyvatel v Krasnodaru. Celkový počet obětí není znám. Německý dokument datovaný 5. června 1942 v okupovaném Minsku ukazuje, že jen od prosince 1941 do června 1942 bylo ve 3 plynových vozech vyhlazeno 97 000 lidí.
O plynových vozech se rozsáhle mluví v některých rozhovorech ve filmu Clauda Lanzmanna Šoa.